# 圣奥波蒂娜-迪博斯克
圣奥波蒂娜-迪博斯克（法語：Sainte-Opportune-du-Bosc）是法国厄尔省的一个市镇，属于贝尔奈区（Bernay）。该市镇总面积8.07平方公里，2009年时的人口为641人。

## 人口
圣奥波蒂娜-迪博斯克人口变化图示